# Swiss Indoors Basel 2013 - Qualificazioni singolare
Le qualificazioni del singolare  dello  Swiss Indoors Basel 2013 sono state un torneo di tennis preliminare per accedere alla fase finale della manifestazione. I vincitori dell'ultimo turno sono entrati di diritto nel tabellone principale. In caso di ritiro di uno o più giocatori aventi diritto a questi sono subentrati i lucky loser, ossia i giocatori che hanno perso nell'ultimo turno ma che avevano una classifica più alta rispetto agli altri partecipanti che avevano comunque perso nel turno finale.

## Teste di serie
1. Benjamin Becker (qualificato)
2. Tobias Kamke (qualificato)
3. Michael Russell (primo turno)
4. Denis Kudla (qualificato)

1. Jack Sock (ultimo turno)
2. Serhij Stachovs'kyj (ultimo turno)
3. Paul-Henri Mathieu (qualificato)
4. Andreas Haider-Maurer (ultimo turno)

## Qualificati
1. Benjamin Becker
2. Tobias Kamke

1. Paul-Henri Mathieu
2. Denis Kudla

## Tabellone

### Legenda
| - Q = Qualificato - WC = Wild card - LL = Lucky loser | - ALT = Alternate - SE = Special Exempt - PR = Protected Ranking | - w/o = Walkover - r = Ritirato - d = Squalificato |

### Sezione 1
|  | Primo turno | Primo turno         | Primo turno         | Primo turno | Primo turno |  |  | Ultimo turno | Ultimo turno        | Ultimo turno        | Ultimo turno | Ultimo turno |  |
|  |             |                     |                     |             |             |  |  |              |                     |                     |              |              |  |
|  | 1           | Benjamin Becker     | Benjamin Becker     | 7           | 6           |  |  |              |                     |                     |              |              |  |
|  | WC          | Sandro Ehrat        | Sandro Ehrat        | 5           | 3           |  |  | 1            | Benjamin Becker     | Benjamin Becker     | 6            | 6            |  |
|  |             | Frank Dancevic      | Frank Dancevic      | 2           | 4           |  |  | 6            | Serhij Stachovs'kyj | Serhij Stachovs'kyj | 4            | 1            |  |
|  | 6           | Serhij Stachovs'kyj | Serhij Stachovs'kyj | 6           | 6           |  |  |              |                     |                     |              |              |  |

### Sezione 2
|  | Primo turno | Primo turno        | Primo turno | Primo turno | Primo turno |  |  | Ultimo turno | Ultimo turno | Ultimo turno | Ultimo turno | Ultimo turno |  |
|  |             |                    |             |             |             |  |  |              |              |              |              |              |  |
|  | 2           | Tobias Kamke       | 6           | 610         | 6           |  |  |              |              |              |              |              |  |
|  |             | Jan-Lennard Struff | 1           | 7           | 2           |  |  | 2            | Tobias Kamke | Tobias Kamke | 6            | 6            |  |
|  | WC          | Stéphane Bohli     | 67          | 6           | 62          |  |  | 5            | Jack Sock    | Jack Sock    | 0            | 4            |  |
|  | 5           | Jack Sock          | 7           | 4           | 7           |  |  |              |              |              |              |              |  |

### Sezione 3
|  | Primo turno | Primo turno        | Primo turno       | Primo turno | Primo turno |  |  | Ultimo turno | Ultimo turno       | Ultimo turno | Ultimo turno | Ultimo turno |  |
|  |             |                    |                   |             |             |  |  |              |                    |              |              |              |  |
|  | 3           | Michael Russell    | Michael Russell   | 0           | 4           |  |  |              |                    |              |              |              |  |
|  |             | Ričardas Berankis  | Ričardas Berankis | 6           | 6           |  |  |              | Ričardas Berankis  | 4            | 7            | 1            |  |
|  | WC          | Michael Lammer     | 6                 | 6           | 1           |  |  | 7            | Paul-Henri Mathieu | 6            | 62           | 6            |  |
|  | 7           | Paul-Henri Mathieu | 7                 | 1           | 6           |  |  |              |                    |              |              |              |  |

### Sezione 4
|  | Primo turno | Primo turno           | Primo turno           | Primo turno | Primo turno |  |  | Ultimo turno | Ultimo turno          | Ultimo turno | Ultimo turno | Ultimo turno |  |
|  |             |                       |                       |             |             |  |  |              |                       |              |              |              |  |
|  | 4           | Denis Kudla           | 1                     | 6           | 6           |  |  |              |                       |              |              |              |  |
|  |             | Marius Copil          | 6                     | 3           | 2           |  |  | 4            | Denis Kudla           | 6            | 62           | 6            |  |
|  |             | Pierre-Hugues Herbert | Pierre-Hugues Herbert | 4           | 2           |  |  | 8            | Andreas Haider-Maurer | 2            | 7            | 1            |  |
|  | 8           | Andreas Haider-Maurer | Andreas Haider-Maurer | 6           | 6           |  |  |              |                       |              |              |              |  |